# Čchi Ťi-kuang (83)
Čchi Ťi-kuang (83) je cvičná loď Námořnictva Čínské lidové osvobozenecké armády. Plavidlo je jedinou cvičnou lodí typu 680 (v kódu NATO: Dadu).

## Stavba

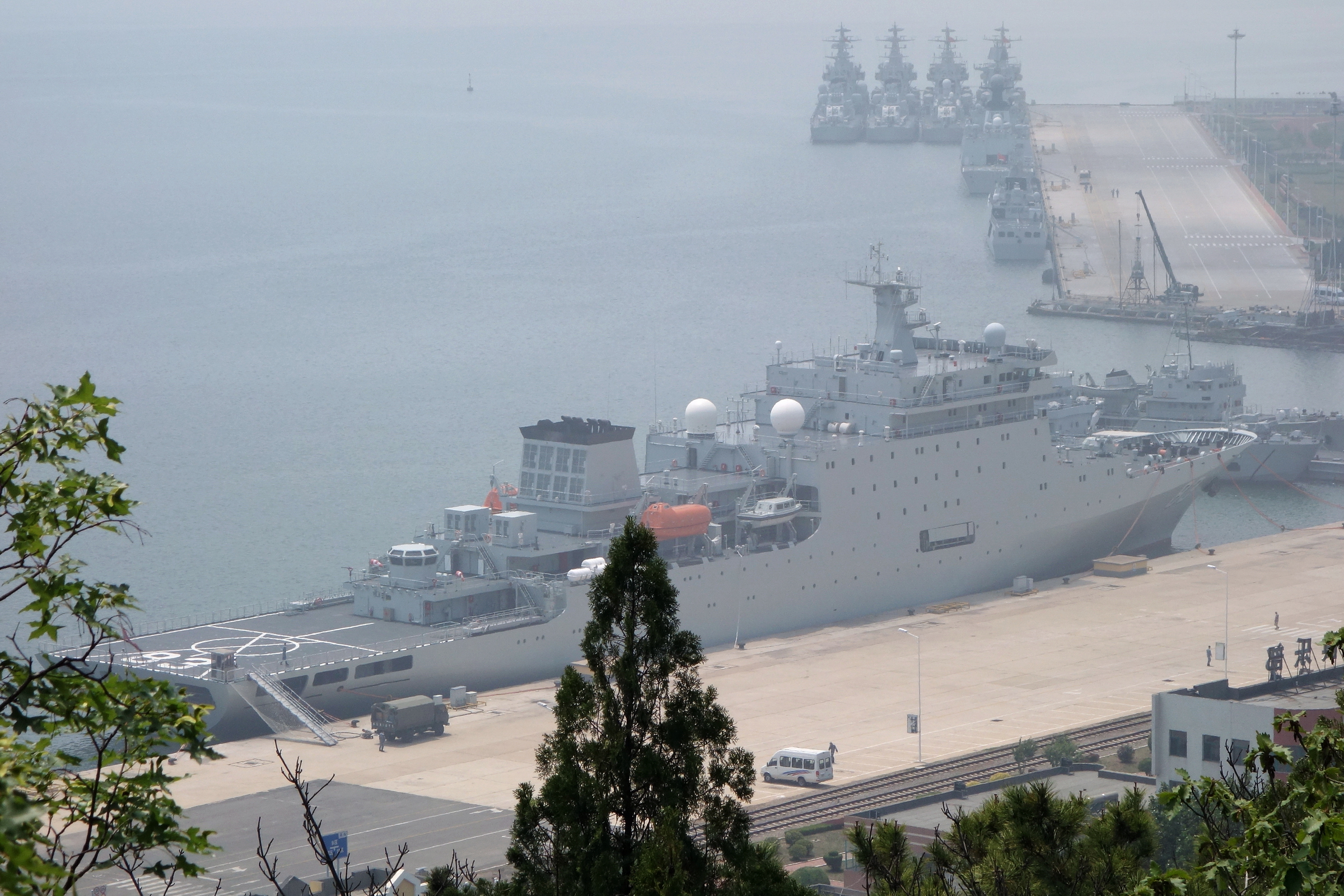
Čchi Ťi-kuang (83)

Plavidlo postavila v letech 2014–2017 domácí loděnice Liaonan v Lü-šunu ve městě Ta-lienu a do služby bylo přijato 21. února 2017.

## Konstrukce

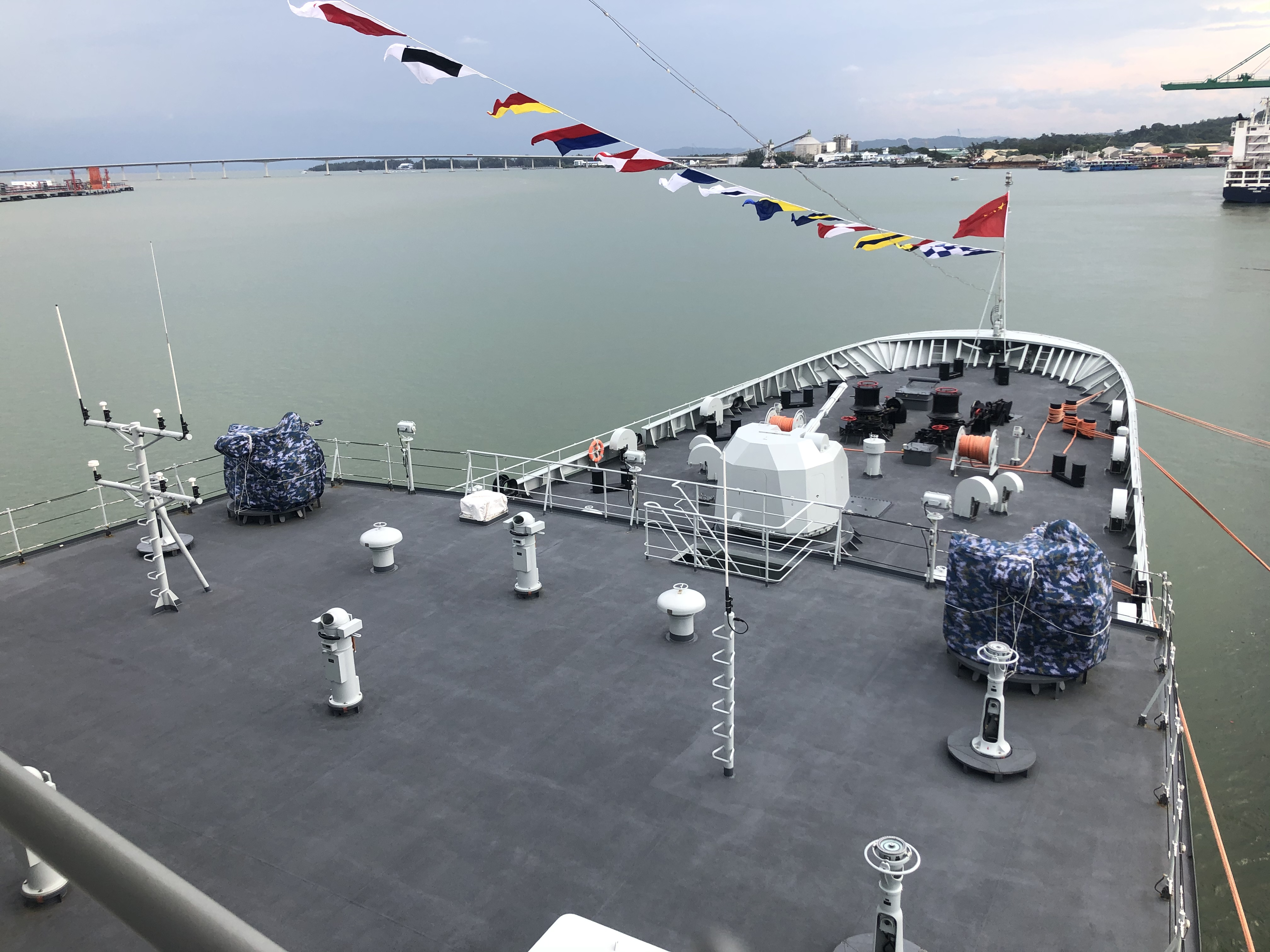
Pohled přes příď na pravoboku

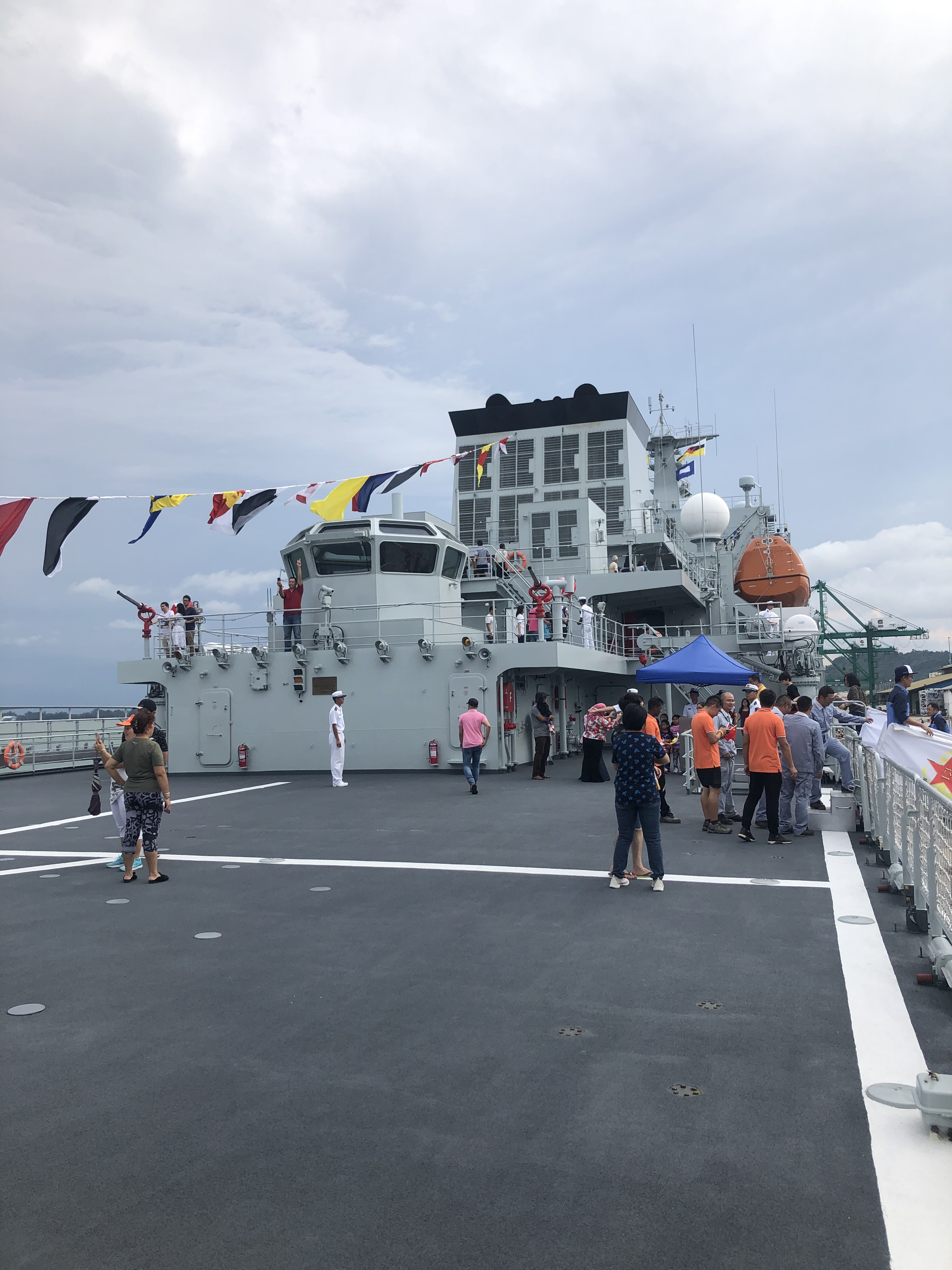
Pohled do středu na vrtulníkovou přistávací plochu

Posádku plavidla tvoří 102 osob, 400 kadetů a 50 instruktorů.[ujasnit] Výzbroj tvoří jeden 76mm kanón H/PJ-26 (derivát ruských AK-176) v dělové věži na přídi a dvě dálkově ovládané zbraňové stanice H/PJ-17 na levoboku a pravoboku na plošině před můstkem, každá s jedním 30mm kanónem. Na zádi nese přistávací plochu pro vrtulník Z-8, není však vybaveno hangárem. Plavidlo je také vybaveno malým hlídkovým člunem, rychlým člunem ze sklolaminátu a záchrannými čluny. Pohonný systém je koncepce CODAD. Tvoří jej dva diesely SEMT-Pielstick, každý o výkonu 3600 bhp, pohánějící dva lodní šrouby. Nejvyšší rychlost dosahuje 22 uzlů. Dosah je 10 000 námořních mil.